# Franck Nivard
Franck Nivard, né à Avranches le 26 juillet 1979, est un professionnel des courses hippiques, entraîneur, driver de trot attelé et jockey au trot monté.
Il commence à monter très jeune (7-8 ans) les chevaux de son père Jean-François, et décide de se tourner vers ce métier. Il intègre en 1994 l'école des jockeys de Graignes. Il entre en apprentissage chez Marcel Vaudoit où il reste 4 ans et pour lequel il gagne 35 courses, la première, le 9 août 1995 à Avranches avec Cajam du Bel Air. Sacré meilleur apprenti de France en 1996, il travaille d'abord chez Jean-Pierre Dubois puis chez Jean-Baptiste Bossuet. En 2006, il devient entraîneur et s'installe au centre d'entraînement de Grosbois. Le 17 octobre 2008, il réussit l'exploit de remporter à Vincennes les 4 épreuves auxquelles il participe. Le 4 juin 2009, il s'adjuge sa 1000e victoire, en octobre 2013 il franchit le cap des 2 000 succès et en juin 2018 celui des 3 000,. Lauréat de l'Étrier d'or en 2011, il a gagné cinq Prix d'Amérique, dont deux avec le champion Ready Cash, dont il fut le partenaire attitré, comme il est ensuite celui de son fils, le crack Bold Eagle, avec lequel il gagne de nouveau le Prix d'Amérique et le Grand Prix de France en 2016 et 2017.

## Principales victoires
France

### Attelé

#### Groupe 1
- Prix d'Amérique – 5 – Meaulnes du Corta (2009), Ready Cash (2011, 2012), Bold Eagle (2016, 2017)
- Prix de France – 6 – Kool du Caux (2007), Ready Cash (2011, 2013), Bold Eagle (2016, 2017), Ampia Mede Sm (2023)
- Prix de Paris – 3 – Ready Cash (2013), Bold Eagle (2017), Ampia Mede Sm (2023)
- Prix de l'Atlantique – 4 – Moving On (2015), Lionel (2016), Bold Eagle (2017, 2018)
- Critérium des 3 ans – 4 – Sun Céravin (2009), Bold Eagle (2015), Erminig d'Oliverie (2017), Just A Gigolo (2022)
- Prix René Ballière – 4 – Un Mec d'Héripré (2014), Bold Eagle (2016, 2017, 2018)
- Critérium des Jeunes – 3 – Nelson de Vandel (2004), Uaukir (2011), Just A Gigolo (2022)
- Critérium des 4 ans – 1 – Falcao de Laurma (2019)
- Critérium continental – 2 – Bold Eagle (2015), Gu d'Héripré (2020)
- Critérium des 5 ans – 2 – Up and Quick (2013), Bold Eagle (2016)
- Prix de Sélection – 2 – Bold Eagle (2015), Bolero Love (2016)
- Prix Albert Viel – 1 – Qualmio de Vandel (2007)
- Prix de l'Étoile – 2 – Cristal Money (2015), Just A Gigolo (2022)
- Grand Critérium de vitesse de la Côte d'Azur – 1 – Bold Eagle (2018)
- Prix Bold Eagle - Sulky World Cup 5 Ans – 1 – Havanaise (2022)

#### Groupe 2
- Prix du Bourbonnais – 6 – Quarla (2009), Ready Cash (2011, 2012), Un Mec d'Héripré (2015), Bold Eagle (2016), Délia du Pommereux (2019)
- Prix Ariste-Hémard – 5 – Quarla (2009), Sindy de la Noë (2010), Anna Mix (2014), Erminig d'Oliverie (2018), Havannaise (2021)
- Prix d'Été – 4 – Ready Cash (2012, 2013), Un Mec d'Héripré (2014), Lionel (2015)
- Prix Paul Karle – 4 – Uaukir (2011), Vigove (2012), Eros du Chêne (2017), Follow You (2018)
- Prix de Bourgogne – 4 – Ready Cash (2012, 2013), Bold Eagle (2017, 2019)
- Prix de Tonnac-Villeneuve – 4 – Qualmio de Vandel (2008), Doberman (2017), Erminig d'Oliverie (2018), Hohneck (2021)
- Prix Abel Bassigny – 4 – Sun Céravin (2009), Bold Eagle (2014), Cristal Money (2015), Idéal Ligneries (2021)
- Prix Doynel de Saint-Quentin – 4 – Ready Cash (2010), Lionel (2015), Cash and Go (2017), Ampia Mede Sm (2021)
- Prix de Bretagne – 3 – Kool du Caux (2007), Ready Cash (2011), Anna Mix (2016)
- Prix Roquépine – 3 – Return Money (2008), Situtunga (2009), Bambina Magic (2014)
- Prix de Croix – 3 – Première Steed (2008), Anna Mix (2015), In Vain Sund (2017)
- Prix Reine du Corta – 3 – Oasis du Chêne (2005), Anastasia Fella (2013), Erminig d'Oliverie (2017)
- Prix Ozo – 3 – Touch of Quick (2010), Erminig d'Oliverie (2017), Fiorella de Ted (2018)
- Critérium de vitesse de Basse-Normandie – 3 – Quinoa du Gers (2014), Up and Quick (2017, 2018)
- Prix Charles Tiercelin – 3 – Naif Phi (2005), Bold Eagle (2015), Gu d'Héripré (2020)
- Prix Octave Douesnel – 3 – Ready Cash (2009), Bold Eagle (2015), Gu d'Héripré (2020)
- Prix Guy Deloison – 3 – Scala (2009), Vera Pierji (2012), Idylle Speed (2021)
- Prix Maurice de Gheest – 3 – Surcouf de Laubois (2009), A Mysterious Love (2013), Just a Gigolo (2022)
- Clôture du Grand National du trot – 2 –  Treskool du Caux (2013), Ulster Perrine (2015)
- Grand Prix du Sud-Ouest – 2 – Wishing Stone (2011), Swedishman (2014)
- Prix Kerjacques – 2 – Kito du Vivier (2008), Quilon du Châtelet (2011)
- Prix Louis Jariel – 2 – Up and Quick (2013), Bold Eagle (2016)
- Prix Albert Demarcq – 4 – Quarla (2009), Sun Céravin (2011), Idéal Ligneries (2023), Jazzman Debailleul (2024)
- Prix Marcel Laurent – 2 – Ready Cash (2009, 2010)
- Prix Ténor de Baune – 2 – Vulcain de Vandel (2015), Lionel (2015)
- Prix Jockey – 2 – Bold Eagle (2016), Délia du Pommereux (2018)
- Prix Pierre Plazen – 2 – Cristal Money (2015), Good Boy Ligneries (2019)
- Prix Ovide Moulinet – 2 – Unique Quick (2013), Falcao de Laurma (2020)
- Prix Éphrem Houel – 2 – Qualmio de Vandel (2008), Gu d'Héripré (2020)
- Prix Phaéton – 2 – Bold Eagle (2015), Gu d'Héripré (2020)
- Prix Henri Levesque – 2 – Sun Céravin (2011), Gu d'Héripré (2021)
- Prix Jules Thibault – 2 – Bold Eagle (2015), Gu d'Héripré (2020)
- Prix Masina – 2 – Fiorella de Ted (2018), It's Now or Never (2021)
- Prix Jean Le Gonidec – 1 – Okapi de Fael (2007)
- Prix de la Côte d'Azur – 1 – Nana du Las Vegas (2008)
- Prix Gaston de Wazières – 1 – Save the Quick (2010)
- Prix Robert Auvray – 1 – Ualtar (2013)
- Prix de Belgique – 1 – Bold Eagle (2016)
- Prix Gélinotte – 1 – Diva du Mouchel (2016)
- Prix Une de Mai – 1 – Erminig d'Oliverie (2016)
- Prix Paul Leguerney – 1 – Erminig d'Oliverie (2018)
- Prix Guy Le Gonidec – 1 – Erminig d'Oliverie (2018)
- Prix Emmanuel Margouty – 1 – Just a Gigolo (2021)

### Monté

#### Groupe 1
- Prix de Cornulier – 1 – Magnificent Rodney (2008)
- Prix du Président de la République – 6 – Legs du Clos (2003), Scipion du Goutier (2010), Tango Quick (2011), Utoky (2012), Valse Darling (2013), Elladora de Forgan (2018)
- Prix des Élites – 5 – Quelle Folle (2007), Scipion du Goutier (2009), Anastasia Fella (2013), Cocktail Meslois (2015), Elladora de Forgan (2018)
- Prix d'Essai – 3 – Philotenor (2006), Scipion du Goutier (2009), Talina Madrik (2010)
- Prix de Vincennes – 3 – Rêve des Vallées (2008), Scipion du Goutier (2009), Utoky (2011)
- Prix des Centaures – 2 – Scipion du Goutier (2010, 2011)
- Prix de l'Île-de-France – 1 – Tango Quick (2012)

#### Groupe 2
- Prix Paul Buquet – 5 – Mage du Martellier (2006), Lipouz Lesmelchen (2009), Sourire de Voutré (2014), Véloce du Banney (2016, 2017)
- Prix Édouard Marcillac – 4 – Jag de Bellouet (2000), Rêve des Vallées (2008), Scipion du Goutier (2009), Uncarring (2011)
- Prix du Calvados – 2 – Mahe du Martellier (2007), Texas de l'Iton (2016)
- Prix Edmond Henry – 2 – Levant de Saintile (2003), Quarla (2010)
- Prix Raoul Ballière – 2 – Quelle Folle (2008), Câline des Plages (2015)
- Prix Léon Tacquet – 2 – Kriolaise (2003), Tango Quick (2012)
- Prix Camille de Wazières – 2 – Rêve des Vallées (2009), Scipion du Goutier (2010)
- Prix Camille Lepecq – 2 – Sourire de Voutré (2013, 2014)
- Prix Céneri Forcinal – 2 – Ivory Pearl (2000), Elladora de Forgan (2018)
- Saint-Léger des Trotteurs – 1 – Philotenor (2006)
- Prix Théophile Lallouet – 1 – Mage du Martellier (2007)
- Prix Jules Lemonnier – 1 – Tango Quick (2012)
- Prix Émile Riotteau – 1 – Jerka de Janeiro (2001)
- Prix Camille Blaisot – 1 – Tango Quick (2012)
- Prix Paul Bastard – 1 – Gina du Martellier (1999)
- Prix Victor Cavey – 1 – Kriolaise (2003)
- Prix Félicien-Gauvreau – 1 – Uncarring (2011)
- Prix Louis Le Bourg – 1 – Téquila Cocktail (2011)
- Prix Hémine – 1 – Uncarring (2011)
- Prix Lavater – 1 – Utoky (2012)

 Belgique
- Grand Prix de Wallonie – 2 – Ready Cash (2012), Bold Eagle (2017)

 Europe
- Championnat européen des 5 ans – 2 – Un Mec d'Héripré (2013), Bold Eagle (2016)
- Grand Prix de l'UET – 1 – Bold Eagle (2015)